# I diavoli del Grand Prix
I diavoli del Grand Prix è un film statunitense del 1963 diretto da Roger Corman.

## Trama
Stephen Children è un giornalista di successo, ma un pilota di auto da corsa è riuscito a conquistare la sua ragazza: per screditarlo inizia a scrivere un libro-inchiesta. Peccato che, continuandolo a frequentare, diventa suo grande amico.

## Distribuzione
È stato distribuito in Italia nel 1970.